# Святая крепость (театр)
Государственный театр драмы и кукол «Святая крепость» — профессиональный театр в Выборге.

## История
Театральная история Выборга берёт своё начало с деревянного здания театра, построенного в 18 веке. Считается, что это был первый в Финляндии театр. В конце 18 века в Выборге ставились пьесы на немецком и русском языках.
В 1832 году по проекту архитектора А. Ф. Гранштедта было построено каменное здание Выборгского городского театра.
После поражения Финляндии в Советско-финской войне (1939—1940) в здании театра у площади Новой Ратуши, переименованной в 1940 году в Театральную, был организован Выборгский театр русской драмы, но с началом Советско-финской войны (1941—1944) труппа была эвакуирована на Урал. Здание театра сильно пострадало в ходе боёв за город и впоследствии было разобрано.

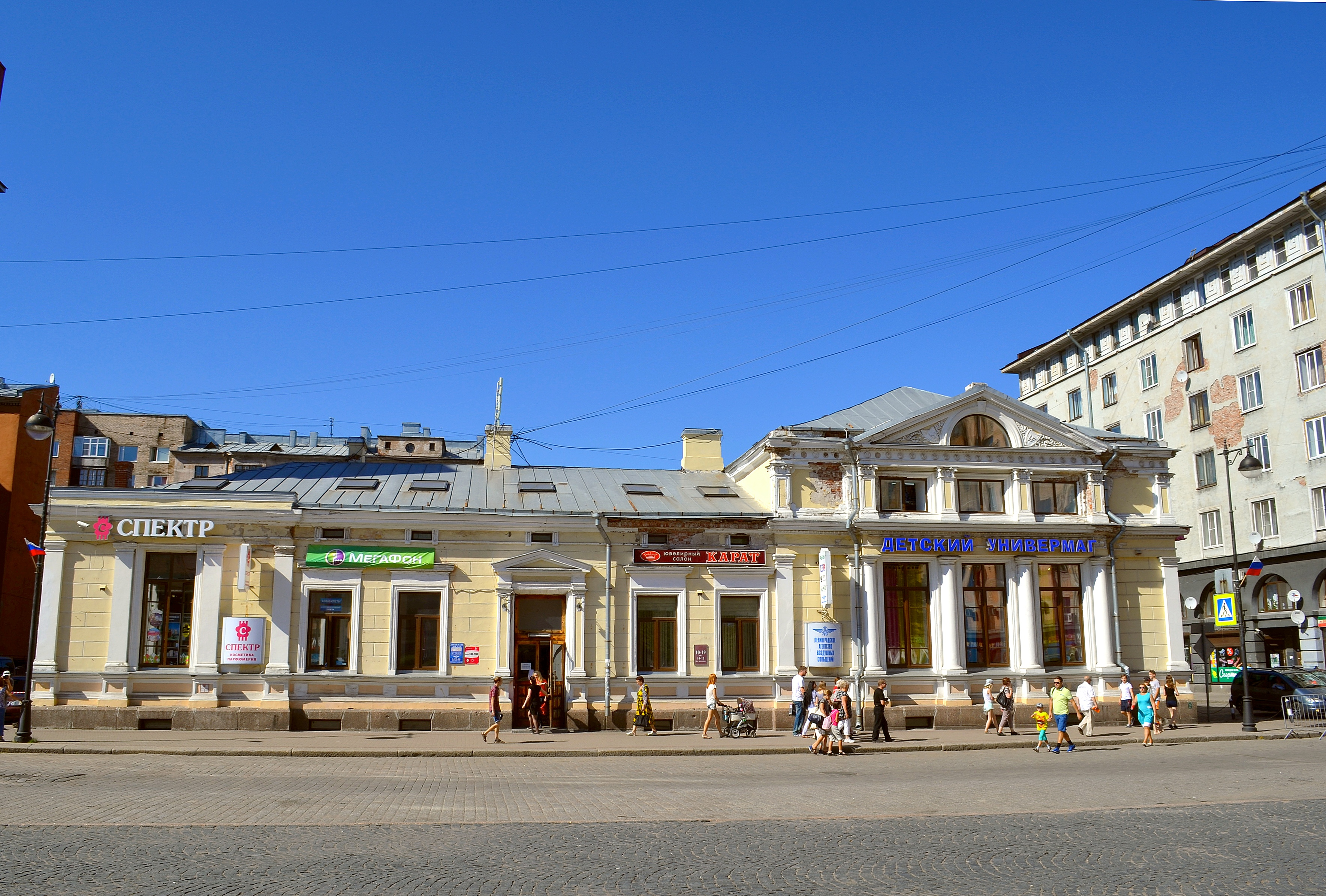
Бывший ресторан общества трезвенников

Организованный финскими военными властями театр размещался в 1941—1944 годах в здании бывшего ресторана общества трезвенников на площади Красного Колодца.
Вновь Виипурский (Выборгский) республиканский театр русской драмы был воссоздан в 1944 году по постановлению Совета Народных Комиссаров Карело-Финской ССР. Но расположен он был (временно) в Кеми, затем в Сортавале, и упразднён в связи с передачей Выборга в состав Ленинградской области. Решением Леноблсовета в 1945 году в Выборге был открыт областной театр. Предполагалось строительство нового здания театра на месте разрушенной лютеранской кирхи. Подготовкой труппы актёров занимались супруги В. В. Меркурьев и И. А. Мейерхольд. Однако, государственный областной театр в городе Выборге в связи с отсутствием приспособленного здания был ликвидирован в 1947 году, в его помещениях разместился Выборгский районный Дом культуры. Площадь, на которой до войны находился комплекс зданий ратуши, гостиницы и театра, носила название Театральной вплоть до 2004 года, после чего это название стала носить соседняя площадь, на которой расположены здание кинотеатра и Аллея актёрской славы.
В 1982 году в Выборге был основан Ленинградский областной театр кукол. Это был первый профессиональный театр региона, расположенный в районном центре. А в 1999 году театр получил статус драматического и современное название. Труппа театра ведёт активную гастрольную деятельность, участвует в международных театральных фестивалях.

## Репертуар
- Спектакли для взрослых

Ромео и Джульетта (У.Шекспир) 
 
Правда-хорошо, а счастье лучше (А.Н.Островский) 
 
Жизнь и страсти дома Бессеменовых (М.Горький) 

Восемь любящих женщин (Р.Тома) 

Три сестры (А.П.Чехов) 

И на войне была любовь (Ю.Лабецкий) 

Болеро (Ю.Лабецкий) 

Жак и его господин (М.Кундера) 
 
Вы дура, Плюш! (А.де Мюссе) 

Двое на качелях (У.Гибсон) 

Примадонны (К.Людвиг) 

В тени виноградника (И.Зингер) 

Тестостерон (А.Сарамонович) 

Оркестр (Ж.Ануй)
Бесконечный апрель (Я.Пулинович)
Карл и Анна (   )
Два веронца (У.Шекспир)
Киты из августа (   )
Мой бедный Марат (А.Арбузов)
Ханума (   )
- Спектакли для детей

Что случилось в старом парке (по мотивам пьесы Г.Крчуловой и Л.Лопейски "Аистёнок и пугало") 

Как мужик за бабой ходил (М.Аринина) 

Урок для Красной Шапочки (Е.Шварц) 

Охота за принцессой (по мотивам сказок Г.Х. Андерсена) 
 
100 поцелуев за горшок (по мотивам сказок Г.Х. Андерсена) 

Каменный цветок (по мотивам сказов П.П.Бажова) 

Цветик - семицветик (В.Катаев) 
 
Домашний театр нянюшки Арины (Ю.Лабецкий) 

Приятного аппетита, Тигр! (Д.Биссет) 

Машенька и медведь (В.Швембергер) 

Домашний ёж (В.Шинкарев) 

Последняя ночь Шахразады (Н.Гернет) 

Абрикосовое дерево (Н.Осипова)

## Награды
Театральные работы неоднократно становились лауреатами престижных конкурсов, таких, как «Золотой софит» и «Золотая маска».